# Obergraben (Radevormwald)
Obergraben ist eine Hofschaft in Radevormwald im Oberbergischen Kreis im nordrhein-westfälischen Regierungsbezirk Köln in Deutschland.

## Lage und Beschreibung

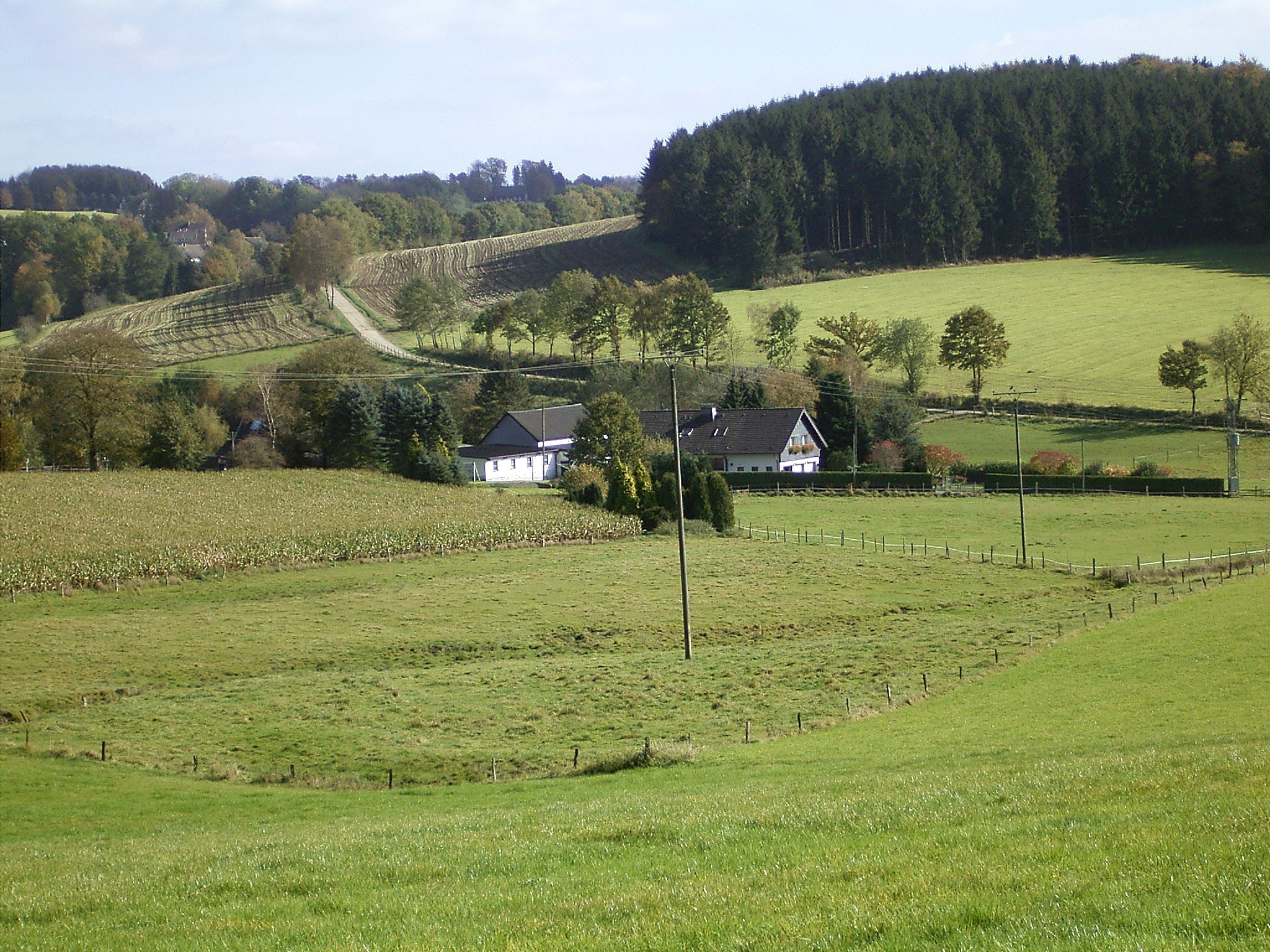
Die Hofschaft Obergraben von der Nachbarortschaft Buschsiepen aus gesehen

Obergraben liegt im Südosten von Radevormwald unmittelbar an der Stadtgrenze zu Halver und Wipperfürth im Tal der Bever. Die Nachbarorte sind Buschsiepen, Untergraben, Felsenbeck, Auf der Bever und Schwelmersiepen.
Der Ort ist auf Radevormwalder Stadtgebiet über die Bundesstraße 229 zu erreichen. Ab der Ortschaft Eich führt eine Straße über Hahnenberg, Weyer und Buschsiepen nach Obergraben.
Östlich des Ortes mündet der Felsenbach in die Bever.

## Geschichte
In einer Flurkarte aus dem Jahre 1828 ist ein Gebäudegrundriss eines einzelnen Gehöfts eingezeichnet. Der Örtlichkeit wird darin mit „Oberste Graben“ bezeichnet.
Frühmittelalterlichen Ursprungs ist die von „Auf der Bever“ nach Obergraben führende Straße. Sie gehörte zu einem von Hohenplanken über Obergraben und Kottmannshausen bis nach Hückeswagen führenden Weg.

## Wanderwege
Der mit dem Wanderzeichen „A2“ gekennzeichneter Rundweg schwenkt an der südlichen Ortsgrenze von Obergraben in Richtung Schwelmersiepen. Der etwa fünf Kilometer lange Weg wird vom Sauerländischen Gebirgsverein ausgeschildert und hat seinen Ausgangs- und Zielpunkt am Wanderparkplatz des in zweieinhalb Kilometer Entfernung liegenden Dorfes Wipperfürth-Egen. Der ebenfalls von Wipperfürth-Egen ausgehende Rundweg mit dem Wanderzeichen „A5“ hat eine Länge von rund neun Kilometern und führt unmittelbar durch den Ort.
Ein 164 Kilometer langer von Hagen nach Biedenkopf verlaufender Hauptwanderweg des Sauerländischen Gebirgsvereins mit dem Wegezeichen „X3“ führt ebenfalls nahe am Ort vorbei.